# Jurij Raszczupkin
Jurij Mychajłowycz Raszczupkin, ukr. Юрій Михайлович Ращупкін, ros. Юрий Михайлович Ращупкин, Jurij Michajłowicz Raszczupkin (ur. 31 marca 1939 w Jasynuwatej, w obwodzie donieckim, zm. 23 listopada 2021 w Izraelu) – ukraiński piłkarz, grający na pozycji obrońcy, trener piłkarski.

## Kariera piłkarska

### Kariera klubowa
W 1957 rozpoczął karierę piłkarską w amatorskim zespole Łokomotyw Krasnyj Łyman. Potem został powołany do służby w wojsku na Dalekim Wschodzie, gdzie go zauważyli selekcjonerzy Tomicza Tomsk. Następnie na 5 lat związał się z wojskowym klubem SKA Chabarowsk. W 1964 powrócił do Ukrainy, gdzie został piłkarzem Zorii Ługańsk. W 1971 zakończył karierę piłkarską w Chimiku Siewierodonieck.

## Kariera trenerska
Po zakończeniu kariery zawodniczej rozpoczął pracę trenerską. W 1971 pracował w Szkole Piłkarskiej Zoria Woroszyłowhrad, a potem w Internacie Sportowym w Woroszyłowhradzie. W 1974, 1975 i 1980 pomagał trenować Zorię Woroszyłowhrad, a w latach 1982-83 pracował na stanowisku głównego trenera Zorii. Potem ponownie pracował w Szkole Piłkarskiej Zoria Woroszyłowhrad. W 1990 prowadził Szachtar Pawłohrad. W 1991 wyjechał na stałe do Izraela, gdzie początkowo pracował jako kierowca. Potem ponownie trenował miejscową młodzież.

## Sukcesy i odznaczenia

### Sukcesy klubowe
- mistrz 2 Grupy Klasy A ZSRR: 1966
- mistrz 6 strefy Klasy B ZSRR: 1961

### Odznaczenia
- tytuł Mistrza Sportu ZSRR: 1966
- tytuł Zasłużonego Trenera Ukraińskiej SRR: 1962